# Brasil Women’s Sevens
Brasil Women’s Sevens – oficjalny międzynarodowy turniej żeńskich reprezentacji narodowych w rugby 7 rozgrywany w latach 2014–2016 pod egidą World Rugby wchodzący w skład World Rugby Women’s Sevens Series.

## Informacje ogólne
Zawody w oficjalnym kalendarzu World Rugby Women’s Sevens Series pojawiły się w sezonie 2013/2014. Miały być one dodatkowo elementem propagowania tego sportu w Brazylii oraz sprawdzianem organizacyjnym przed turniejem rugby 7 na Letnich Igrzyskach Olimpijskich 2016. Zarówno inauguracyjna, jak i edycje w sezonach 2014/2015 oraz 2015/2016 odbyły się na Arena Barueri w São Paulo, a ich sponsorem był Banco Bradesco.